# Torneo de Umag 2016
El Croatia Open Umag 2016 fue un torneo de tenis. Perteneció al ATP Tour 2016 en la categoría ATP World Tour 250. El torneo tuvo lugar en la ciudad de Umag, Croacia, desde el 18 hasta el 24 de julio de 2016 sobre tierra batida.

## Cabezas de serie

### Masculino
| Tenista         | Ranking | Preclasificada |
| Pablo Cuevas    | 24      | 1              |
| João Sousa      | 30      | 2              |
| Jérémy Chardy   | 34      | 3              |
| Fabio Fognini   | 36      | 4              |
| Nicolás Almagro | 44      | 5              |
| Pablo Carreño   | 46      | 6              |
| Martin Kližan   | 47      | 7              |
| Jiří Veselý     | 50      | 8              |

- Los cabezas de serie, están basados en el ranking ATP del 11 de julio de 2016.

### Dobles masculinos
| Tenista                               | Ranking | Preclasificada |
| Colin Fleming Mariusz Fyrstenberg     | 112     | 1              |
| Nicholas Monroe Artem Sitak           | 115     | 2              |
| Andrej Martin Hans Podlipnik-Castillo | 130     | 3              |
| Nikola Mektić Antonio Šančić          | 178     | 4              |

## Campeones

### Individual Masculino
Fabio Fognini venció a  Andrej Martin por 6-4, 6-1

### Dobles Masculino
Martin Kližan /  David Marrero vencieron a  Nikola Mektić /  Antonio Šančić por 6-4, 6-2